# 淪波船
淪波船，是古代文獻記載中，一種船隻的名稱。因其外形像螺，所以又被稱為「螺舟」。

## 史書記載
淪波船的名字最早見於東晉王嘉的《拾遺記》。古代人想像他們可以乘坐它在海底潛行而海水不會浸入船內。其想法相等於現代潛水艇的觀念。而在《拾遺記》中，記了與秦始皇和淪波船相關的事跡。內容指出某日有一隻光芒刺目的「螺舟」登陸秦宮中，有一個身長十丈，兩目如電，耳朵生長在頸項之間且顏如童稚的外星人從螺舟行出來。他自稱是來自很遙遠的「宛渠之國」。而他所駕的螺舟，即「淪波舟」行動迅速，可日游萬里及潛行海底。秦始皇認為外星人是神仙，便向他求取不死之法與及長生之道。而宛渠之民就告訴他自己在到訪秦國之前途經長了數千丈扶桑樹的蓬萊山。而仙人吃了扶桑樹所結的桑實會全身發出金光。更能飛翔和浮游空中，飛到天宮，又能求得天帝賜福。秦始皇聽後為此動容。於是大舉派遣方士徐福出海往蓬萊尋找扶桑。另外，在清代，亦有關於淪波船的描述。當中指出淪波船出沒於羅江之滸，每當它出現時天空會產生一道光。而它飛行的速度非常快，期間會有大風雨。歷史上有不少書籍提及過外星人到訪中國的記事。但其真偽至今尚未有定論。

## 外部連結
- 淪波船 （页面存档备份，存于）